# Desert Island Discs
Desert Island Discs is een radioprogramma dat wordt uitgezonden op BBC Radio 4. Het werd voor het eerst uitgezonden in het BBC Forces Programme op 29 januari 1942.
Elke week wordt een gast, tijdens het programma een "castaway" genoemd, gevraagd om acht audio-opnamen (meestal, maar niet altijd, muziek), een boek en een luxe-item te kiezen die hij of zij zou willen meenemen als hij of zij zou stranden op een onbewoond eiland. Tegelijkertijd bespreken ze hun leven en de redenen voor hun keuzes. Het programma werd bedacht en oorspronkelijk gepresenteerd door Roy Plomley. Sinds 2018 wordt het programma gepresenteerd door Lauren Laverne.
Er zijn meer dan 3400 afleveringen opgenomen, waarbij sommige gasten meer dan één keer te gast waren en sommige afleveringen meer dan één gast bevatten. Een voorbeeld van een gast die in beide categorieën valt, is Bob Monkhouse, die op 12 december 1955 samen met zijn co-auteur Denis Goodwin verscheen en op 20 december 1998 zelfstandig optrad.
Toen Desert Island Discs in 2017 zijn 75e verjaardag vierde, noemde The Guardian het programma een radioklassieker. In februari 2019 riep een panel van experts uit de omroepindustrie het uit tot het beste radioprogramma aller tijden.